# Средний Кугунур
Средний Кугунур — опустевшая деревня в Арбажском районе Кировской области. 

## География
Находится на расстоянии примерно 8 километров по прямой на запад от районного центра поселка Арбаж.

## История
Известна с 1802 года как починок что в верхотине речки Ермолки. В 1873 году здесь было учтено дворов 27 и жителей 223, в 1905 (уже название Средний Кугунур появляется в качестве вторичного) 54 и 411, в 1926 (уже деревня Средний Кугунур) 80 и 514, в 1950 70 и 226. В 1989 году еще оставалось 39 жителей. До января 2021 года входила в состав Арбажского городского поселения до его упразднения.

## Население
Постоянное население составляло 4 человека (русские 100%) в 2002 году, 0 в 2010.